# Jim Crowley
James Harold „Jim“ Crowley (* 10. September 1902 in Chicago, Illinois; † 15. Januar 1986 in Scranton, Pennsylvania), Spitzname: Sleepy Jim, war ein US-amerikanischer American-Football-Spieler,  -Trainer und -Funktionär. Er spielte am College als Halfback bei den Notre Dame Fighting Irish  und in der National Football League (NFL) unter anderem bei den Providence Steam Roller.

## Herkunft

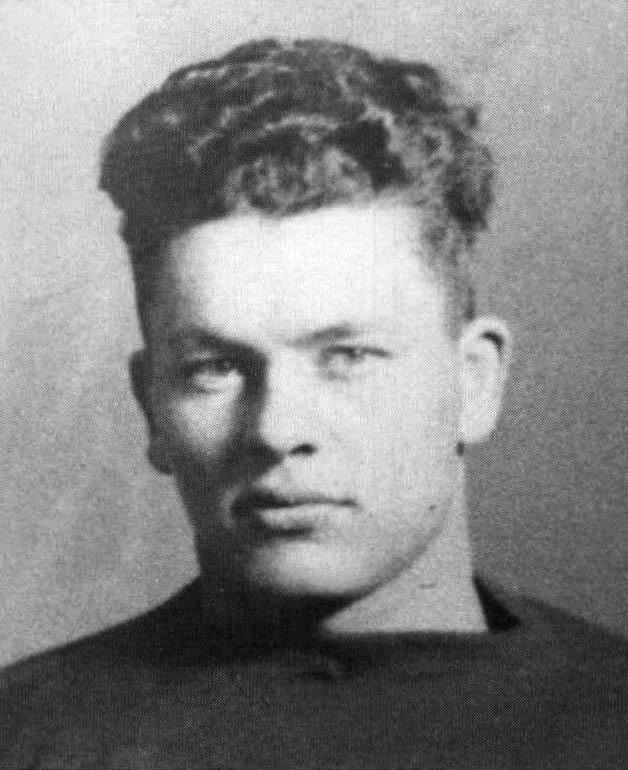
Curly Lambeau

Jim Crowley wurde in Chicago geboren, wuchs aber in Green Bay, Wisconsin auf. Er kam aus bescheidenen Verhältnissen und besuchte in Green Bay die High School, wo er auch American Football spielte. Crowley spielte, wie es in der damaligen Zeit üblich war, sowohl in der Offense, als auch in der Defense der Mannschaft, wobei er sich insbesondere als Halfback hervortat. Trainer der Mannschaft war der ehemalige Absolvent der University of Notre Dame Curly Lambeau, der Crowley seinem ehemaligen Collegetrainer Knute Rockne empfahl. Im Jahr 1921 machte Crowley seinen Schulabschluss.

## Spielerlaufbahn

### Collegekarriere
Aufgrund seiner finanziellen Verhältnisse wäre Jim Crowley ein Studium nicht möglich gewesen. Stipendien waren an der University of Notre Dame unbekannt. Rockne wollte sich aber unbedingt die Dienste von Crowley sichern. Jim Crowley wurde daher vom College als Angestellter halbtags beschäftigt und erhielt dafür freie Kost und Logis auf dem Campus sowie einen Erlass der Studiengebühren. Er erhielt im Jahr 1921 einen Studienplatz an der University of Notre Dame und spielte von 1922 bis 1924 für deren Footballmannschaft, den Notre Dame Fighting Irish. Rockne baute um Crowley und seine drei Mannschaftskameraden – dem Fullback Elmer Layden, dem Quarterback Harry Stuhldreher und dem Halfback Don Miller – eine der besten Collegefootballmannschaften der damaligen Zeit auf. Crowley wurde in der Offense als linker Halfback der Mannschaft eingesetzt, sein Mannschaftskamerad Miller spielte auf der rechten Angriffsseite. Layden hatte als Fullback die Aufgabe hatte, ihnen den Weg in die gegnerische Endzone freizublocken. Stuhldreher wiederum nahm Aufgaben als Blocker wahr und übernahm die Spielgestaltung, wobei er als Quarterback auch den Passwurf als Angriffsmittel einsetzte.
Crowley und seine drei Mitspieler im Offensive Backfield der Notre Dame Fighting Irish gelangten aufgrund ihrer spielerischen Leistungen zu nationaler Bekanntheit. 1924 berichtete der amerikanische Sportreporter Grantland Rice landesweit über ein Spiel der Fighting Irish und verpasste den vier Spielern aufgrund von deren Spielweise den Spitznamen: The Four Horsemen. In einem nachträglich gefertigten Foto wurden die vier Spieler als Reiter abgebildet. Sowohl der Artikel, als auch das Foto gingen in die amerikanische Presse- und Sportgeschichte ein.
Im Jahr 1924 blieben die Fighting Irish in der regular Season ungeschlagen und konnten alle ihrer 10 Spiele gewinnen. Am 1. Januar 1925 gewann das Team zudem den Rose Bowl gegen die Stanford University vor 53.000 Zuschauern mit 27:10. Jim Crowley steuerte als Kicker insgesamt drei Punkte zum Sieg seiner Mannschaft bei. Das Team von Crowley wurde daraufhin von der amerikanischen Presse zum nationalen College-Football-Meister ernannt. Die Four Horseman und zwei weitere Spieler des Teams von 1924 wurden später in die College Football Hall of Fame aufgenommen.
Am 12. Dezember 1925 spielten die Four Horsemen, nach Beendigung des Studiums, mit weiteren ehemaligen Spielern nochmals zusammen für die Fighting Irish. Sie liefen gegen die Pottsville Maroons, einem Profiteam der NFL auf, die die Saison als Vizemeister beendet hatten. Mit diesem Spiel gingen die Four Horsemen (ungewollt) erneut in die Sportgeschichte ein. Die Maroons gewannen knapp mit 9:7 und wurden anschließend von der NFL suspendiert. Die Austragung des Spiels in Philadelphia hatte die Gebietsrechte einer anderen Mannschaft verletzt, was nach den Statuten der NFL verboten war. Die Auswirkungen dieses Spiels wird noch heute in der amerikanischen Sportwelt kontrovers diskutiert.
Jim Crowley gewann mit seiner Mannschaft während seines Studiums 27 von 30 Spielen, bei zwei Niederlagen und einem Unentschieden. Er selbst erzielte dabei 18 Touchdowns und einen Raumgewinn von 1841 Yards durch Laufspiel. Seinen Spitznamen hatte Crowley seinen Augen zu verdanken, die einen „verschlafenen“ Eindruck hinterließen. Sein trickreicher Laufstil widersprach allerdings diesem Eindruck.
Im Jahr 1931 wurde die Geschichte der Fighting Irish in dem Hollywoodfilm The Spirit of Notre Dame dargestellt. Hauptdarsteller des Films war Lew Ayres. Jim Crowley spielte sich dabei in dem Film selbst.

### Profikarriere
Die Profikarriere von Jim Crowley, war wie die Profikarriere von Stuhldreher, Layden und Miller kurz. Profifootball war in der damaligen Zeit wenig lukrativ. Die Vereine litten notorisch an Geldmangel und die Spieler konnten von ihren Profigehältern alleine nicht leben. Jim Crowley spielte nach seinem Studienabschluss im Jahr 1925 drei Spiele in der NFL. Zwei Spiele bestritt er für die Mannschaft seines ehemaligen High-School-Trainers Curly Lambeau, den Green Bay Packers und ein Spiel bestritt er für die Providence Steam Roller. Aufgrund eines Angebotes der University of Georgia dort als Assistenztrainer tätig zu werden, verließ er die NFL, spielte allerdings zeitgleich zu seinem Traineramt bei den Waterbury/Hartford Blues, die in diesem Jahr noch nicht der NFL angehörten und bei denen bereits sein ehemaliger Mitspieler Harry Stuhldreher unter Vertrag stand. Auch Don Miller und Elmer Layden liefen zeitweise für die Blues auf. Nach nur einem Jahr beendete Jim Crowley seine Tätigkeit als Profispieler.

## Trainerkarriere

### Collegetrainer
Jim Crowley war bis 1928 als Assistenztrainer an der University of Georgia tätig, bevor er das Amt eines Head Coaches an der Michigan State University übernahm. 1933 wechselte Crowley in gleicher Funktion an die Fordham University. In den Jahren 1936 und 1937 baute Crowley dort um Vince Lombardi eine Abwehrreihe auf, die als Seven Blocks of Granite in die Footballgeschichte eingehen sollte. Mit der Mannschaft aus New York konnte Crowley in zwei Bowl Spiele einziehen. Während der Cotton Classic Bowl 1941 verloren wurde, konnte seine Mannschaft den Sugar Bowl 1942 mit 2:0 gegen die University of Missouri gewinnen. Nach diesem Spiel beendete Crowley seine Laufbahn als Collegetrainer. Seine beiden Mannschaften konnten insgesamt 78 Spiele gewinnen und verloren 21. Zehn Spiele gingen unentschieden aus.

### Profitrainer/Footballfunktionär
Jim Crowley diente während des Zweiten Weltkriegs in der US Navy als Lieutenant Commander im Pazifik. Nach dem Krieg wurde Crowley der erste Geschäftsführer der neu gegründeten All-America Football Conference, einer Konkurrenzliga der NFL. Nach der ersten Saison der Liga im Jahr 1946 erwarb er Anteile an den Chicago Rockets und wurde zudem Trainer der Mannschaft. Zeitgleich legte er das Amt des Geschäftsführers der Liga nieder. Die Rockets spielten 1947 eine schlechte Saison. Sie gewannen nur eines ihrer 14 Spiele. Crowley gab daraufhin seine Anteile an den Rockets ab und legte sein Amt als Trainer des Teams nieder.

## Nach der Footballkarriere
Jim Crowley wurde nach seiner Footballkarriere Versicherungskaufmann. Ab 1953 war er Manager einer Fernsehanstalt in Scranton. 1963 wurde er Vorsitzender der Sportkommission von Pennsylvania. Crowley starb 1986 in Scranton in einem Altersheim. Er ist auf dem Saint Catherine's Cemetery in Moscow, Pennsylvania, beerdigt.

## Ehrungen
Jim Crowley wurde 1924 zum All American gewählt. 1962 wurde er von 400 amerikanischen Sportjournalisten in das All-Star-Team der University of Notre Dame gewählt. Im Jahr 1966 fand er Aufnahme in die College Football Hall of Fame. 1998 wurden die Four Horsemen durch die US Post auf einer Briefmarke geehrt.